# Episodi di Corri e scappa Buddy
La prima e unica stagione della serie televisiva Corri e scappa Buddy (Run Buddy Run) è andata in onda negli Stati Uniti dal 12 settembre 1966 al 2 gennaio 1967 sulla CBS.
| nº | Titolo originale                   | Prima TV USA      | Titolo italiano | Prima TV Italia |
| -- | ---------------------------------- | ----------------- | --------------- | --------------- |
| 1  | Steam Bath & Chicken Little        | 12 settembre 1966 |                 |                 |
| 2  | Buddy, the Lifesaver               | 19 settembre 1966 |                 |                 |
| 3  | Win, Place and Die                 | 26 settembre 1966 |                 |                 |
| 4  | The Death of Buddy Overstreet      | 3 ottobre 1966    |                 |                 |
| 5  | Killer Cassidy                     | 10 ottobre 1966   |                 |                 |
| 6  | The Bank Holdup                    | 17 ottobre 1966   |                 |                 |
| 7  | Wild, Wild Wake                    | 24 ottobre 1966   |                 |                 |
| 8  | Down on the Farm                   | 31 ottobre 1966   |                 |                 |
| 9  | I Want a Piece of That Boy         | 7 novembre 1966   |                 |                 |
| 10 | Mr. D's Revenge                    | 14 novembre 1966  |                 |                 |
| 11 | Grand Mexican Hotel                | 21 novembre 1966  |                 |                 |
| 12 | Death with Father (1)              | 28 novembre 1966  |                 |                 |
| 13 | Death with Father (2)              | 5 dicembre 1966   |                 |                 |
| 14 | The Runaway Kid                    | 12 dicembre 1966  |                 |                 |
| 15 | Goodbye, Wendell                   | 19 dicembre 1966  |                 |                 |
| 16 | Buddy Overstreet, Forgive Me       | 26 dicembre 1966  |                 |                 |
| 17 | Buddy Overstreet, Please Come Home | 2 gennaio 1967    |                 |                 |

## Steam Bath & Chicken Little
- Prima televisiva: 12 settembre 1966
- Diretto da: Leonard Stern
- Scritto da: Ernest Chambers, Mel Tolkin

### Trama
- Guest star: Bernie Kopell (Albert Overstreet)

## Buddy, the Lifesaver
- Prima televisiva: 19 settembre 1966

### Trama
- Guest star: Signe Hasso (Madame Natasha), Susan Bay (Lois)

## Win, Place and Die
- Prima televisiva: 26 settembre 1966

### Trama
- Guest star: Johnny Silver (Jockey), Dick Winslow (fotografo), J. Pat O'Malley (Ed Breck), Charles Wagenheim (Larry), Zeme North (Laura Spencer)

## The Death of Buddy Overstreet
- Prima televisiva: 3 ottobre 1966

### Trama
- Guest star: Jack Albertson (Lefty Klute), Don Briggs (Charles Druten), Norman Alden (procuratore distrettuale), William Gwinn (giudice)

## Killer Cassidy
- Prima televisiva: 10 ottobre 1966

### Trama
- Guest star: Vicki Raaf (Miss Walker), Holly Irving (Mrs. O'Neil), Jill Andre (Linda Herrick), Gladys Cooper (Mrs. Ferguson)

## The Bank Holdup
- Prima televisiva: 17 ottobre 1966

### Trama
- Guest star: Len Lesser (Lou), Richard Collier (banchiere), Sid Melton (Harold), Harry Swoger (Max), Tiny Brauer (Bum), Roy Engel (), Robert Strauss (Ernie)

## Wild, Wild Wake
- Prima televisiva: 24 ottobre 1966
- Diretto da: Theodore J Flicker

### Trama
- Guest star: Vaughn Taylor (Carson Finch), Dave Willock (sceriffo Len Rhodes), Stephen Strimpell (Stanley Osgood Wellington), Gerry Lock (Julia)

## Down on the Farm
- Prima televisiva: 31 ottobre 1966

### Trama
- Guest star: Robert Sorrells (assistente/addetto), Med Flory (Ben Pearson), George Chandler (Carl Jensen), Julie Sommars (Betsy Jensen)

## I Want a Piece of That Boy
- Prima televisiva: 7 novembre 1966

### Trama
- Guest star: Bernie Hamilton (Dynamite Williams), Allan Melvin (Marty Mason), Charles Dierkop (Frankie Phillipe), Jim Healy (annunciatore ring)

## Mr. D's Revenge
- Prima televisiva: 14 novembre 1966

### Trama
- Guest star: Iggie Wolfington (Nick)

## Grand Mexican Hotel
- Prima televisiva: 21 novembre 1966

### Trama
- Guest star: Pepito Galindo (Pepe), Begona Palacios (Rosita), Evelyn King (donna), Elda Maida (Mama), Henry Calvin (Jose), Virginia Rose (donna)

## Death with Father (1)
- Prima televisiva: 28 novembre 1966

### Trama
- Guest star: Malcolm Atterbury (Mike)

## Death with Father (2)
- Prima televisiva: 5 dicembre 1966

### Trama
- Guest star: Ann Elder (Gloria Gray), Ken Lynch (Mr. W)

## The Runaway Kid
- Prima televisiva: 12 dicembre 1966

### Trama
- Guest star: Keith Nakata (Kim)

## Goodbye, Wendell
- Prima televisiva: 19 dicembre 1966

### Trama
- Guest star: Henry Beckman (Jake)

## Buddy Overstreet, Forgive Me
- Prima televisiva: 26 dicembre 1966

### Trama
- Guest star: Dan Frazer (dottor Chester), Bill Baldwin (sarto), Ken Lynch (Mr. W), Bob Kaliban (Stan), Mike Wagner (Butler), Arthur Batanides (Woodrow)

## Buddy Overstreet, Please Come Home
- Prima televisiva: 2 gennaio 1967

### Trama
- Guest star: David Ketchum (dottor Alsberg), Jackie Joseph (Miss Oglethorpe), Ray Kellogg (McGregor)